# Mikołaj (Aszymow)
Mikołaj, imię świeckie Dienis Jurjewicz Aszymow (ur. 3 grudnia 1980 w Millerowie) – rosyjski biskup prawosławny.

## Życiorys
Pochodzi z rodziny urzędniczej. W 1998 rozpoczął naukę w moskiewskim seminarium duchownym, zaś po jego ukończeniu został w 2003 przyjęty na studia teologiczne w Moskiewskiej Akademii Duchownej, które ukończył w 2006 w trybie eksternistycznym. W latach 2002–2004 pracował w szkole średniej nr 262 w Moskwie jako nauczyciel przedmiotu „podstawy kultury duchowej”. Od 2004 służył w eparchii jużnosachalińskiej i kurylskiej jako zastępca przewodniczącego oddziału ds. współpracy z Siłami Zbrojnymi i siłami porządkowymi. Był hipodiakonem biskupa jużnosachalińskiego i kurylskiego Daniela, wykładał przedmiot „podstawy prawosławia” na kursach przy soborze Zmartwychwstania Pańskiego w Jużnosachalińsku, organizował nabożeństwa w kolonii karnej. 24 kwietnia 2005 złożył wieczyste śluby mnisze przed biskupem jużnosachalińskim Danielem, przyjmując imię Mikołaj na cześć św. Mikołaja Japońskiego. 25 kwietnia 2005 przyjął święcenia diakońskie, zaś 28 kwietnia tego samego roku – kapłańskie. Od maja do listopada 2005 był proboszczem parafii Wniebowstąpienia Pańskiego w Korsakowie oraz kapelanem miejscowych jednostek wojskowych. W 2006 został asystentem prorektora Moskiewskiej Akademii Duchownej ds. wychowawczych.
27 grudnia 2011 Święty Synod Rosyjskiego Kościoła Prawosławnego nominował go na biskupa amurskiego i czegdomyńskiego, pierwszego ordynariusza nowo powołanej eparchii. W związku z tym 29 grudnia 2011 otrzymał godność archimandryty. Jego chirotonia biskupia odbyła się 29 stycznia 2012 w cerkwi Trójcy Świętej w Moskwie (dzielnica Stare Czeriemuszki) z udziałem patriarchy moskiewskiego i całej Rusi Cyryla, metropolitów sarańskiego i mordowskiego Warsonofiusza i chabarowskiego Ignacego oraz biskupów krasnogorskiego Irynarcha, sołniecznogorskiego Sergiusza, nikołajewskiego Arystarcha i bikińskiego Efrema.